# Rudniki (Koniecpol)
Pour les articles homonymes, voir Rudniki.
Rudniki est une localité polonaise de la gmina de Koniecpol, située dans le powiat de Częstochowa en voïvodie de Silésie.